# Bucky Larson: Born to Be a Star
Bucky Larson: Born to Be a Star es una película de comedia estadounidense de 2011 producida por Happy Madison y distribuida por Columbia Pictures. Adam Sandler, Allen Covert y Nick Swardson (como el protagonista) escribieron el guion y Tom Brady se encargó de la dirección. Estrenada el 9 de septiembre de 2011, la cinta fue un fracaso de taquilla y fue muy mal recibida por la crítica especializada, obteniendo un 0% de ranking aprobatorio en el sitio Rotten Tomatoes. Muchos críticos la consideran una de las peores películas de todos los tiempos. Fue nominada a los premios Razzies en seis categorías, incluyendo la de peor película, premio que finalmente obtendría Jack and Jill, otra película de Happy Madison Productions.

## Sinopsis
Bucky Larson, un tío qué vive en un pueblo pequeño y con la particularidad de tener grandes dientes salidos, trabaja en una tienda de comestibles local y todavía vive en casa. Una noche, mientras ve porno con sus amigos, se topa con un secreto familiar: sus padres tranquilos y reservados fueron famosos actores porno en la década de 1970. Esto lo motiva a dejar el norte de Iowa por Hollywood, con la esperanza de seguir sus pasos y cumplir su destino como la estrella de cine porno más grande del mundo. Desafortunadamente, no tiene idea de cómo convertirse en una estrella porno como sus padres, y su sexo es increíblemente pequeño.
Una vez que llega a Los Ángeles, conoce y se enamora de Kathy, una camarera de buen corazón, quien le presenta a Gary, el excompañero de cuarto de John Mayer. Después de mudarse con Gary, se dedica a su trabajo como actor porno. A través de una serie de desventuras, termina en una fiesta de la industria, donde es humillado por la estrella porno narcisista Dick Shadow. Al día siguiente, conoce al director de pornografía en decadencia Miles Deep. Hacen una película de prueba en la que Bucky eyacula prematuramente y consideran que el esfuerzo es un fracaso. Pero después de que uno de los miembros del equipo suba el video a YouTube, Bucky logra popularidad ya que su pequeño sexo hace que las chicas aprecien la dotación de su pareja y los chicos no se sientan amenazados.
Después de no poder asegurar un contrato de película porno para Bucky, Miles decide producir películas con él de forma independiente. Eventualmente logran el éxito con sus videos, pero Bucky elige a Kathy sobre la fama. Antes de que él pueda decirle cómo se siente, ella lo rechaza sin explicación, dejándolo con el corazón roto. Durante el rodaje de una película, Miles confiesa que le había dicho a Kathy que dejara a Bucky para poder tener su estrella premiada para él solo.
Bucky perdona a Miles y va tras Kathy, quien tiene una cita horrible con Dick Shadow. Bucky declara su amor por Kathy y los dos se casan. Después de un año, Bucky abre su propio asador. Una noche, Gary entra al restaurante y le grita por deberle el dinero del alquiler, y le dice a Bucky que es "igual que John Mayer".

## Reparto
- Nick Swardson es Bucky Larson.
- Christina Ricci es Kathy McGee.
- Don Johnson es Miles Deep.
- Stephen Dorff es Dick Shadow.
- Ido Mosseri es J. Day
- Kevin Nealon es Gary.
- Edward Herrmann es Jeremiah Larson.
- Miriam Flynn es Debbie Larson.
- Mario Joyner es Claudio.
- Nick Turturro es Antonio.
- Mary Pat Gleason es Marge.
- Jackie Sandler es la directora de casting.
- Curtis Armstrong es Clint.
- Brandon Hardesty es Lars.
- Adam Herschman es Dale.
- Pauly Shore es él mismo.
- Beverly Polcyn es la señora Bozobop.
- Peter Dante es Dante.
- Pasha Lychnikoff es Dimitri.
- Jimmy Fallon es él mismo.